# Bad Idea (canción)
«Bad Idea» (estilizada en minúsculas) es una canción interpretada por la cantante y compositora estadounidense Ariana Grande incluida de su quinto álbum de estudio Thank U, Next (2019). La canción fue escrita por Grande, Peter Svensson, Savan Kotecha y sus productores Max Martin e Ilya Salmanzadeh. Es una canción de EDM y trap en la que Grande habla de usar a alguien para recuperarse de una relación anterior.
Algunos críticos elogiaron la composición de la pista, mientras que otros la encontraron demasiado similar a «Somebody That I Used to Know» de Gotye y Kimbra. Tras el lanzamiento de Thank U, Next, «Bad Idea» alcanzó los diez primeros en Grecia, Hungría, Lituania y Eslovaquia. Alcanzó su punto máximo en el top 30 en Australia, Canadá, Dinamarca, Irlanda, Portugal, Singapur y Estados Unidos. Grande incluyó la canción en la lista de canciones de su Sweetener World Tour en 2019. Ese año, la cantó en el Festival de Música y Artes de Coachella Valley y en Lollapalooza.

## Antecedentes

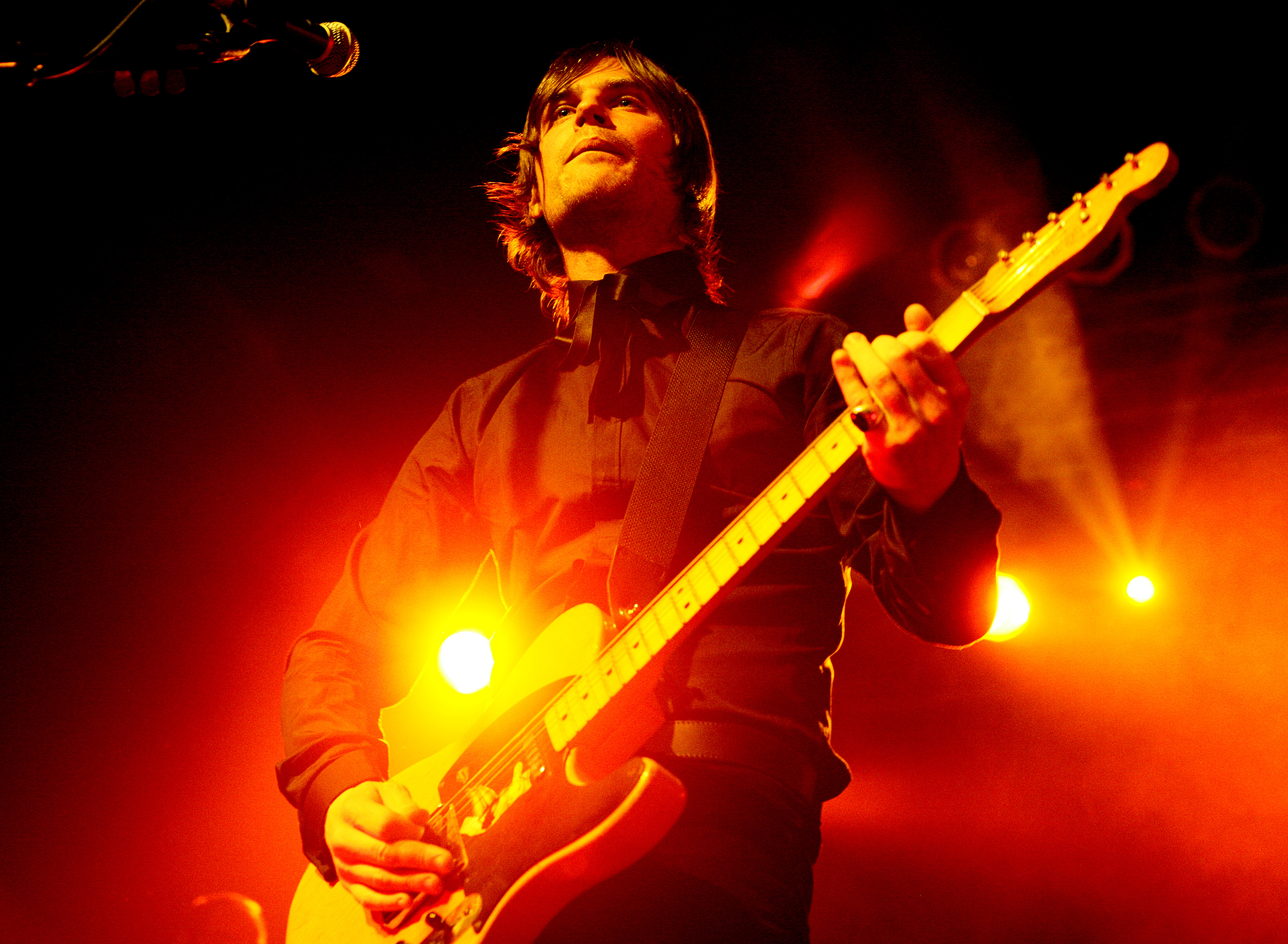
Peter Svensson coescribió Bad Idea

«Bad Idea» fue escrita por Ariana Grande, Peter Svensson, Savan Kotecha y sus productores Max Martin e Ilya Salmanzadeh. La grabación se llevó a cabo en dos estudios: MXM Studios en Los Ángeles, California, y Wolf Cousins Studios, ubicados en Estocolmo, Suecia. Según Kotecha, durante el desarrollo de Thank U, Next, intentaron hacer cosas diferentes que Grande no había hecho antes. Siguiendo esta idea, quiso crear una canción con una melodía inspirada en la banda británica The Police combinada con un trap beat. Svensson, un exmiembro de la banda The Cardigans, ayudó con el fraseo de la segunda línea y creó el riff de guitarra al comienzo de la pista con Ilya. Posteriormente, Kotecha, Grande y Martín arreglaron las melodías. Ilya agregó el outro instrumental, que Grande decidió extender.
Martin y Salmanzadeh programaron la pista y tocaron la guitarra, el bajo, la batería y los teclados. Ambos también formaron parte de la sección de cuerdas, tocando las cuerdas con Mattias Bylund; David Bukovinsky tocaba el violonchelo. Mattias Johansson, quien trabajó con Grande en su tercer álbum de estudio Dangerous Woman, tocaba el violín. Grande produjo las voces. Sam Holland diseñó la canción con la ayuda de Cory Byce y Jeremy Lertola. Serban Ghenea lo mezcló con la ayuda de John Hanes en MixStar Studios en Virginia Beach, Virginia. Randy Merrill lo masterizó en Sterling Sound Studios en la ciudad de Nueva York.

## Composición
Musicalmente, «Bad Idea» es una canción de EDM y trap, con una duración de cuatro minutos y veintisiete segundos. Está escrito en la clave de mi bemol menor y establecido en un tipo de compás común, con un tempo moderadamente rápido de 138 latidos por minuto. La voz de Grande abarca desde la nota baja de E♭3 a la nota alta de A♭5. «Bad Idea» comienza con un riff de guitarra y tiene un «giro melódico» en el gancho, con improvisaciones y ecos. Se usa una inflexión vocal cuando Grande canta el título de la canción. También se hace llamar «Ari-chan» durante el coro. Esta fue una referencia a su admiración por la cultura japonesa según Rachel Handler de Vulture y Mekishana Pierre de PopSugar. Un arreglo orquestal comienza durante el segundo estribillo, que conduce al tercer estribillo donde el cantante interpreta el título usando dos notas más altas. La canción termina con una salida cortada y jodida con la voz de Grande disminuida y afinada.
En la letra, Grande habla de usar a alguien para recuperarse de una relación anterior, como se indica en el coro: «Sí, te llamo para adormecer el dolor / Tengo una mala idea, olvídalo, sí, olvídalo sobre él, sí / Olvídate de mí». Raúl Guillén del sitio web español Jenesaispop señaló que durante el segundo verso la cantante está «desesperada» por adormecer el dolor con alguien que no espera compromiso de ella. «Necesito a alguien, dame algo que pueda sentir / Pero, chico, no tropieces, sabes que esto no es real / Deberías saber que soy temporal». Publicaciones como The Indianapolis Star, The Atlantic y The Hollywood Reporter encontraron similitudes entre la pista y «Somebody That I Used to Know» de Gotye y Kimbra.
El guitarrista de Sleeping With Sirens, Nick Martin, también notó las similitudes entre ambas canciones a través de su cuenta de Twitter.

## Recepción crítica
En su artículo de 2019 «Cada canción de Ariana Grande, clasificada: selecciones de la crítica», Richard S. He, de Billboard, ocupó el puesto 32 en la lista. Estelle Tang de Elle dijo que «Bad Idea» es la mejor canción de Thank U, Next, mientras que Juan Manuel Pairone de La Voz del Interior lo comparó con la música de la cantante estadounidense Taylor Swift. Mathew Rodríguez, de Out, escribió: «Es un hecho que Grande puede cantar, pero 'Bad Idea' sirve como un recordatorio de que no es solo una cantante que sabe cantar, es una vocalista que puede interpretar». Añadió que la pista presentaba «las voces más dinámicas del álbum». Jon Caramanica de The New York Times escribió que la pista es «nítida» y tiene «la urgencia y la frescura del pop de finales de los 80». Kitty Empire de The Guardian llamó a la canción «intrigante» y «minx-ish» y agregó que «reintroduce la idea de Grande como una mujer peligrosa». Raúl Guillén de Jenesaispop escribió un artículo detallado sobre la canción. En él, elogió su composición, los arreglos orquestales, improvisaciones y gancho. Señaló la importancia de la pista en el álbum, diciendo que «brilla de inmediato» y que es uno de los mejores momentos del álbum. Terminó su reseña señalando que la canción demostró que las colaboraciones de Grande con Max Martin siguen siendo «una buena idea».
En una revisión más mixta, Jonny Coleman de The Hollywood Reporter lo comparó con «Somebody That I Used to Know» de Gotye y Kimbra, diciendo que su «extraña ruptura de trampa orquestal» era una «bastante mala idea». Spencer Kornhaber de The Atlantic dijo que «Bad Idea» tenía el potencial de convertirse en un éxito del pop, sin embargo, consideró que la pista era una copia de «Somebody That I Used to Know» de Gotye. Kristin Smith seleccionó los temas de la canción entre el «contenido objetable» de Thank U, Next.

## Recibimiento comercial
El 12 de febrero de 2019, pocos días después del lanzamiento de Thank U, Next, «Bad Idea» fue la novena canción más reproducida en todo el mundo en Spotify y una de las ocho canciones de Grande dentro del top 11 en la lista global de la plataforma. «Bad Idea» finalmente entró en las listas de varios países. La pista debutó en el número 27 el 23 de febrero de 2019, US Billboard Hot 100; fue una de las once canciones de Grande en trazar esa semana en las primeras 40 posiciones. Con esto, la cantante se convirtió en la artista femenina con más pistas para aparecer simultáneamente en el top 40 en un solo número, superando a Cardi B, quien tenía nueve canciones en la lista el 21 de abril de 2018. La semana siguiente, cayó al número 55. «Bad Idea» ingresó el 23 de febrero de 2019, Canadian Hot 100 en el número 22. La semana siguiente, bajó al número 51.
En Grecia, «Bad Idea» debutó en el número nueve en la sexta edición del Digital Singles Chart International 2019. La semana siguiente, alcanzó su punto máximo en el número ocho. En la siguiente edición, había caído al número 17. Pasó un total de cinco semanas en la lista. En Eslovaquia, «Bad Idea» entró en el número nueve en el Singles Digitál Top 100 durante la séptima semana de 2019. En la próxima edición, bajó al número 36. En Hungría, la canción debutó en los números nueve y 40 en las listas de Streaming y Sales del 14 de febrero de 2019, respectivamente. La semana siguiente, cayó al número 28 en el primero, y dejó este último. En Irlanda, «Bad Idea» entró en el Irish Singles Charts en el número 13 el 22 de febrero de 2019. La semana siguiente, cayó al número 20. En el Reino Unido, la pista apareció en los números 12 y 54 en las listas de Audio Streaming y Download, respectivamente, el 15 de febrero de 2019. La semana siguiente, cayó al número 21 en la lista de Audio Streaming, y dejó la lista de descargas. El 16 de febrero de 2019, la lista «Bad Idea» debutó en el puesto 21 en la lista australiana ARIA Singles Chart. La semana siguiente, cayó veintiún posiciones hasta el número 42. En Lituania, «Bad Idea» debutó en el número 7 del Singlų Top 100.

## Presentaciones en vivo y remezcla

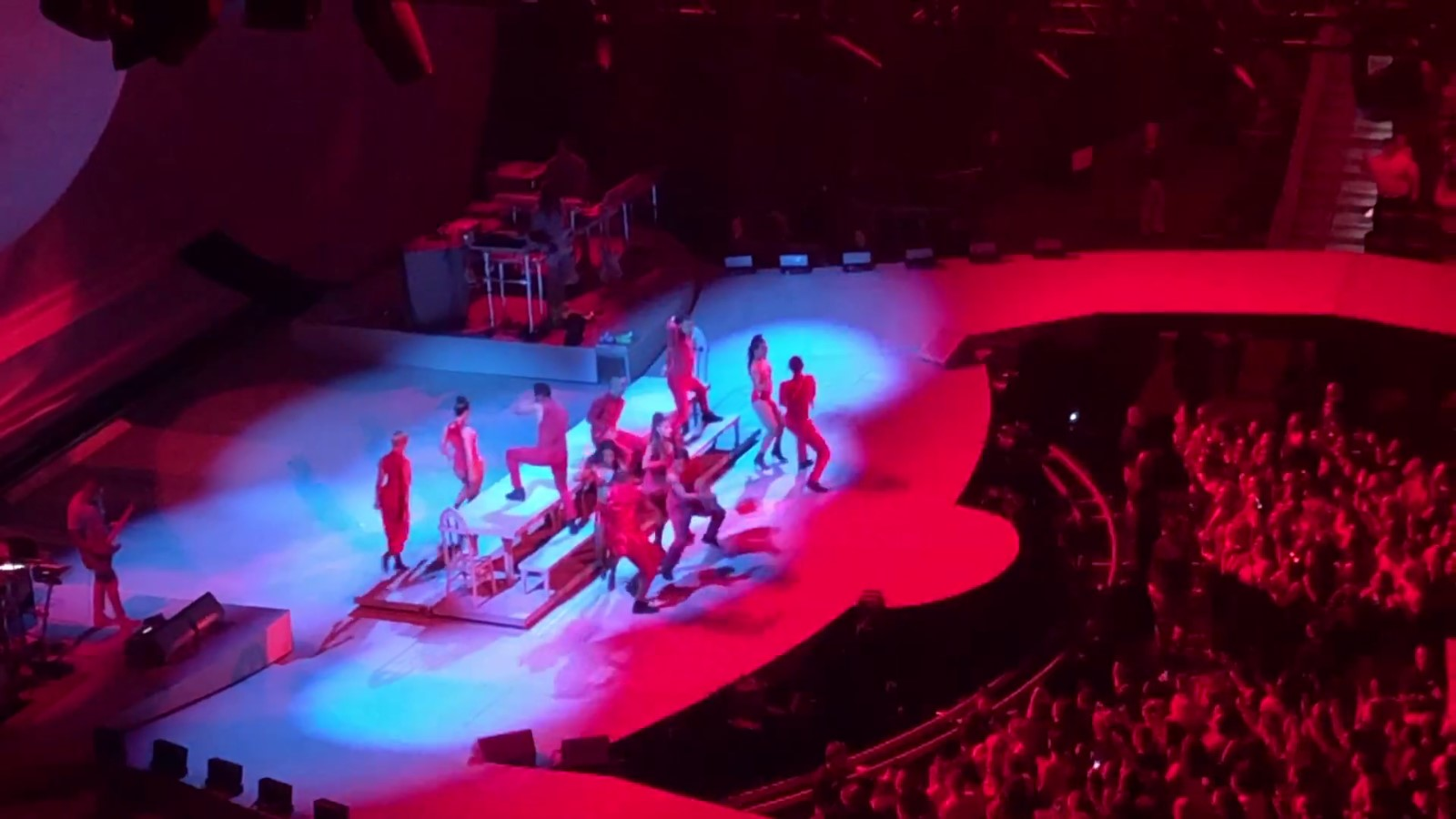
Actuación de Ariana Grande en el Amalie Arena

«Bad Idea» se incluyó en el repertorio de canciones del Sweetener World Tour de Grande, que comenzó en 2019. Mientras interpretaba la canción, la cantante vestía un traje de látex rojo (más tarde un traje morado), con luces rojas opacas proyectadas en el escenario mientras bailaba con bailarines de respaldo. La coreografía la mostró rechazar a un hombre y abrazar a una mujer. Brittany Spanos, de Rolling Stone, escribió que Grande usó «una coreografía lúdica y narrativa y jugó con un lado más villano y peligroso de sí misma». Celia Almedia del Miami New Times revisó el espectáculo en el American Airlines Arena en Miami, diciendo que Grande interpretó la pista con «mucha energía», pero señaló que «luchó por sobresalir en medio de un mar de bailarines de respaldo, accesorios y rutinas de baile torpes». Almedia también señaló que Grande era una vocalista más talentosa que una bailarina. David Lindquist de The Indianapolis Star dijo que la cantante abrió «la parte superior de su rango vocal en formas que rara vez se encuentran en un espectáculo de arena» durante su concierto en el Bankers Life Fieldhouse en Indianápolis.
Grande interpretó «Bad Idea» en el Festival de Música y Arte de Coachella Valley durante el primer fin de semana de la edición de 2019. Ella interpretó la canción en tercer lugar, después de «Raindrops (An Angel Cried)» y «God Is a Woman», en un escenario oscuro y de temática espacial rodeada de bailarines de respaldo. John Flynn de Consequence of Sound señaló que su interpretación de las tres pistas no llamó la atención del público, que en su mayoría observaba a la cantante a través de sus iPhones. Mikael Wood, del Los Angeles Times, dijo que sus bailarines de respaldo se volvieron «tan profanamente como cualquier fan de NIN podría desear». Courtney E. Smith, de Refinery29, dijo que «Bad Idea» «inició la primera mitad de un espectáculo que no tenía las características de un concierto pop promedio. El escenario era sorprendentemente oscuro y temático espacial, mientras que [Grande] se mezcla con sus bailarines con no hay reflectores de glamur, solo las luces que se reflejan en el resaltador que corre en una línea nítida por sus pómulos». Una interpretación en vivo de la canción de la gira se incluyó en el primer álbum en vivo de Grande, K Bye for Now (SWT Live) (2019).
Grande interpretó «Bad Idea» como su segunda canción en el concierto de Lollapalooza 2019 en Chicago. Allí experimentó algunas dificultades, casi se cae cuando bajaba de una plataforma elevada y luego no podía cantar la pista con sus auriculares. Sin embargo, reanudó su actuación usando un micrófono de mano y se unió a sus bailarines de respaldo para una pieza coreografiada. Piet Levy del Milwaukee Journal Sentinel elogió el manejo de la situación por parte de la cantante y dijo que su «increíble calma bajo presión demostró por qué Grande es una de nuestras estrellas del pop más refinadas en este momento».
«Bad Idea» ha sido remezclada por Eddie Martinez. Michael Cook de Instinct escribió una crítica positiva, diciendo que el remix tenía un estilo house «más oscuro y pesado» que la versión original y que era adecuado para clubes nocturnos.

## Créditos y personal
Créditos adaptados de las notas del forro de Thank U, Next y Tidal.
Ubicaciones
- Grabado en MXM Studios en Los Ángeles, California, y en los estudios Wolf Cousins en Estocolmo, Suecia.
- Mezclado en MixStar Studios en Virginia Beach, Virginia.
- Masterizado en Sterling Sound Studios en la ciudad de Nueva York.

Personal
- Voz principal - Ariana Grande
- Composición de canciones: Ariana Grande, Peter Svensson, Savan Kotecha, Max Martin, Ilya Salmanzadeh
- Producción - Max Martin, Ilya Salmanzadeh
- Programación - Max Martin, Ilya Salmanzadeh
- Mezcla - Serban Ghenea
- Asistente de mezcla - John Hanes
- Ingeniería - Sam Holland
- Asistencia de ingeniería - Cory Byce, Jeremy Lertola
- Masterización - Randy Merrill
- Producción vocal - Ariana Grande
- Guitarras: Max Martin, Ilya Salmanzadeh
- Bajo - Max Martin, Ilya Salmanzadeh
- Batería - Max Martin, Ilya Salmanzadeh
- Teclados: Max Martin, Ilya Salmanzadeh
- Sección de cuerdas - Max Martin, Ilya Salmanzadeh, Mattias Bylund
- Violín - Mattias Johansson
- Violonchelo - David Bukovinsky
- Cuerdas - Mattias Bylund

## Posicionamiento en listas

### Listas semanales
| Listas (2019)                             | Mejor posición |
| ----------------------------------------- | -------------- |
| Australia (ARIA)                          | 21             |
| Canadá (Canadian Hot 100)                 | 22             |
| República Checa (Singles Digitál Top 100) | 19             |
| Dinamarca (Tracklisten)                   | 30             |
| Francia (SNEP)                            | 105            |
| Alemania (Offizielle Deutsche Charts)     | 52             |
| Grecia (IFPI)                             | 8              |
| Hungría (Single Top 40)                   | 40             |
| Hungría (Stream Top 40)                   | 9              |
| Irlanda (IRMA)                            | 13             |
| Letonia (LAIPA)                           | 14             |
| Lituania (AGATA)                          | 7              |
| Países Bajos (Mega Single Top 100)        | 43             |
| Portugal (AFP)                            | 22             |
| Escocia (Scottish Singles Sales Chart)    | 62             |
| Singapur (RIAS)                           | 24             |
| Eslovaquia (Singles Digitál Top 100)      | 9              |
| España (Top 100 Canciones)                | 66             |
| Suecia (Sverigetopplistan)                | 41             |
| Reino Unido (UK Download Chart)           | 54             |
| Reino Unido (UK Streaming Chart)          | 12             |
| Estados Unidos (Billboard Hot 100)        | 27             |

### Listas de fin de año
| Lista (2019)   | Posición |
| -------------- | -------- |
| Portugal (AFP) | 855      |

## Certificaciones
| País        | Organismo certificador | Certificación | Ventas certificadas | Ref.   |
| ----------- | ---------------------- | ------------- | ------------------- | ------ |
| Reino Unido | BPI                    | Plata         | 200,000             | [ 69 ] |